# Ny-Hor
Ny-Hor lub Nu-Hor – władca starożytnego Egiptu z dynastii 0. Imiona tego króla w serechu znaleziono w Tura i Tarchan. Jego imię znaczyło „myśliwy”. Możliwe też, że jest to imię Narmera zapisane kursywą.

## Imię
| G5 |

| G5 |

| N35 |

| N35 |

| N35 |

| N35 |

| G5 |

| G5 |

| N35 |

| N35 |

| N35 |

| N35 |